# 長老教會北投教堂
25°07′53″N 121°30′05″E / 25.13132°N 121.501393°E
長老教會北投教堂，是位於臺灣臺北市北投區的台灣基督長老教會教堂，為加拿大傳教士吳威廉設計，列市定古蹟，與凱達格蘭族北投社歷史有關。

## 歷史
台灣基督長老教會北投教會是1876年3月21日於嗄嘮別創立，第一任長老林黑凸及多名歷代領導人都是北投地區平埔族原住民。最初教會是在關渡平原旁的十信工商現址一帶建立聚會所，後來在幾十年內移換過數個地點，至1912年移至現今中央南路一段77號建堂迄今。此處約一百八十坪，是北投仕紳陳近在大正年間捐贈。
建築設計者加拿大傳教士吳威廉在臺灣期間設計約三十座建築，而北投的設計中獨樹一格，建築風格接近英國式鄉村小教堂，屋頂又是台式瓦頂。扣除住家部分，斜屋頂的禮拜堂約二十餘坪大。外牆主要為米黃色，設計突出的扶壁以加強耐震，樑柱外觀則以紅磚和石材相間點綴。
二戰期間時，這座教堂曾一度被日本政府徵用作為倉庫，日本投降前時又作為台灣神學院教師宿舍。大戰結束，1946年北投教會聘請林再添作為第一任獨立堂會牧師，教友增加，空間不足擴建。禮拜堂講台部分曾擴建，但其他部分的建築及整體外觀仍維持當初興建原貌，僅為了治漏水在斜屋頂上加覆波浪板。1963年，教會附設中央幼稚園。
1968年林再添過世時，同年9月間康知禮擔任第二任牧師。後來康知禮與一名林姓長老發生爭議，1988年教會擬不續聘康知禮時導致北投教會曾分裂。
為建立北投區生態博物園區，許陽明於1997年積極向臺北市政府爭取將此教堂等八座北投建物列為古蹟。該年10月23日，民政局副局長葉良增領隊，在許陽明陪同下，會勘此教堂等北投區老建物。林衡道在古蹟評鑑會議中提到，過去當原住民和漢人在舊北投混合居住時，北投教會相當關心原住民，而且此教會的半中國、半西洋式建築風格相當特殊，值得保留。1997年11月27日，古蹟鑑定審查會，李乾朗、米復國、閻亞寧、黃富三、吳光庭等教授審查，通過建議將長老教會北投教堂列為市定古蹟。1998年3月10日，市政府市政會議，通過列為古蹟。2008年5月1日，與北投保德宮、番仔厝、番仔溝一同以「凱達格蘭北投社」之名列為臺北市文化景觀資產。